# Conophytum reconditum
Conophytum reconditum är en isörtsväxtart. Conophytum reconditum ingår i släktet Conophytum, och familjen isörtsväxter.

## Underarter
Arten delas in i följande underarter:
- C. r. buysianum
- C. r. reconditum